# Compromisso dos Três Quintos
O Compromisso dos Três Quintos foi um pacto entre os estados do Sul e os estados do Norte dos Estados Unidos firmado durante a Convenção de Filadélfia de 1787 segundo o qual a quantidade de escravos, reduzida a três quintos, seria somada à quantidade de pessoas livres de cada estado para determinar a repartição dos impostos e o números de deputados de cada estado na Câmara dos Representantes dos Estados Unidos. Foi proposto pelos delegados James Wilson e Roger Sherman.

## História
Os que eram contra a escravidão queriam que se levasse em conta apenas as pessoas livres de cada estado, por outro lado, os que apoiavam a escravidão, queriam contar os escravos, sem reduzir a três quintos. Como os escravos não podiam votar, seus senhores, deste modo, teriam o benefício de uma maior representação na Câmara e no Colégio Eleitoral.
No final chegou-se ao acordo de que a quantidade de "todas as outras pessoas" (não-livres corresponde a índios e escravos), seria reduzida a três quintos de seus números absolutos, o que reduziu o poder dos estados sulista em relação à proposta original, mas trouxe vantagem para os eleitores do sul que, seriam mais significativos que os do norte.
O compromisso de três quintos é encontrada no § 3º, da seção 2, do art. 1º da Constituição dos Estados Unidos:
| “ | O número de Representantes, assim como os impostos diretos, serão fixados, para os diversos Estados que fizerem parte da União (segundo o número de habitantes, assim determinado: o número total de pessoas livres, incluídas as pessoas em estado de servidão por tempo determinado, e excluídos os índios não taxados, somar-se-ão três quintos da população restante. | ” |

## Efeitos
Tal compromisso teve um efeito importante nas disputas políticas anteriores à Guerra de Secessão, pois permitia uma representação desproporcional para os estados escravistas. Por exemplo: em 1793 os estados escravistas teriam apenas 33 lugares na Câmara dos Deputados com base na população livre, em vez disso, tinham 47 lugares. Em 1812, havia 76 deputados de estados escravistas em vez dos 59 teriam, em 1833, 98 em vez de 73. Como resultado, os sulistas dominaram a Presidência dos Estados Unidos, a Presidência da Câmara, e da Suprema Corte, no período anterior à Guerra de Secessão.
O historiador Garry Wills postulou que, sem o peso adicional dos escravos, Thomas Jefferson teria perdido a eleição presidencial de 1800.

## Revogação
Após a Guerra de Secessão, que trouxe a abolição da escravidão pela Décima Terceira Emenda à Constituição dos Estados Unidos (1865), a cláusula de três quintos foi considerada discutível, tendo sido implicitamente revogada pela Seção 2 da Décima Quarta Emenda da Constituição dos Estados Unidos (1868), que, afirma especificamente que a  quantidade de representantes de cada estado deve ter como base a contagem do número total de pessoas, excluindo os índios não taxados. 